# Costea Mușat

Costea Mușat ou Mușatin fut le voïvode de Moldavie entre 1373 et 1374. La monarchie étant élective dans les principautés roumaines (comme en Hongrie et Pologne voisines), le prince (voïvode, hospodar ou domnitor selon les époques et les sources) était élu par et parmi les boyards et, pour être nommé, régner et se maintenir, s'appuyait fréquemment sur les puissances voisines, hongroise, polonaise ou ottomane.
Premier souverain de la Moldavie issu de la famille des Mușatini, selon la tradition il est originaire de Valachie, et apparenté à la famille de Basarab Ier le Grand (Basarab cel Mare).
Il épouse une catholique, Margareta (Mușata), la fille de Lațcu de Moldavie. Ils ont trois enfants : Petru, Roman et Ștefan, qui règnent successivement à la mort de leur père. Dans un document de 1392, il est dit que sa femme, Mușata, bâtit dans la ville de Siret (ville de Moldavie) l'église Saint Jean Baptiste où elle est inhumée.